# Laifour
Laifour ist eine französische Gemeinde mit 410 Einwohnern (Stand: 1. Januar 2022) im Département Ardennes in der Region Grand Est; sie gehört zum Arrondissement Charleville-Mézières und zum Kanton Bogny-sur-Meuse.

## Geographie
Laifour liegt etwa 16 Kilometer nördlich von Charleville-Mézières nahe der Grenze zu Belgien an der Maas (frz.: Meuse) in den Ardennen. Die Gemeinde liegt im 2011 gegründeten Regionalen Naturpark Ardennen. Umgeben wird Laifour von den Nachbargemeinden Revin im Norden und Osten, Anchamps im Nordwesten, Monthermé im Osten und Südosten, Deville im Süden sowie Les Mazures im Westen.

## Bevölkerungsentwicklung
| Jahr                       | 1962 | 1968 | 1975 | 1982 | 1990 | 1999 | 2006 | 2019 |
| -------------------------- | ---- | ---- | ---- | ---- | ---- | ---- | ---- | ---- |
| Einwohner                  | 682  | 768  | 757  | 691  | 584  | 568  | 513  | 428  |
| Quellen: Cassini und INSEE |      |      |      |      |      |      |      |      |

## Sehenswürdigkeiten

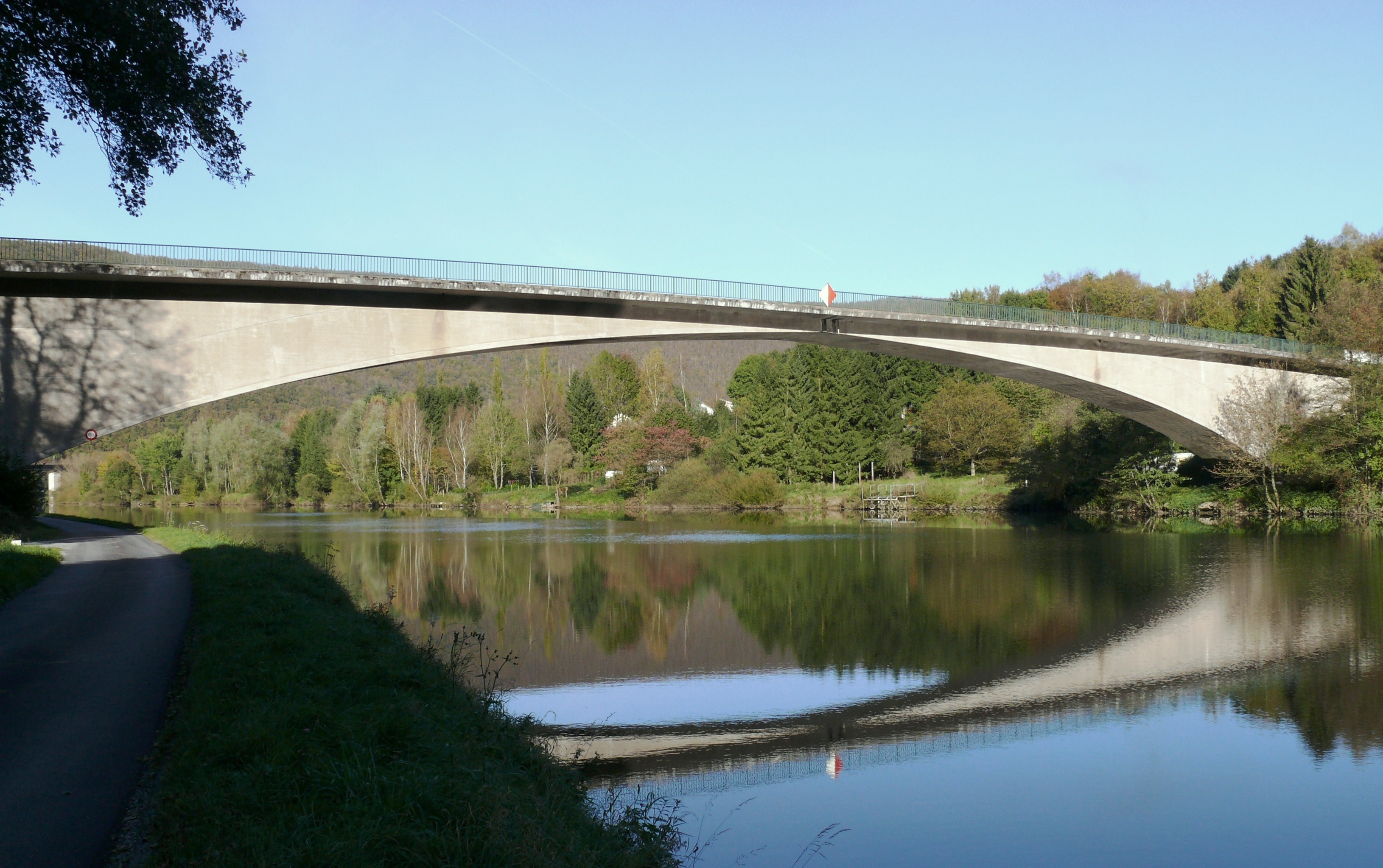
Brücke über die Maas bei Laifour

- Kirche Saint-Michel